# Junta de Gobierno de Iquique
La Junta de Gobierno de Iquique fue un órgano formado por elementos del Congreso Nacional de Chile en la pugna armada contra el gobierno de José Manuel Balmaceda conocida como la Guerra Civil de 1891.

## Inicios
Con la conquista del Norte Grande por parte del ejército revolucionario congresista, el 12 de abril de 1891 se organizó la Junta de Gobierno en la ciudad de Iquique, compuesta por el Capitán de Navío Jorge Montt Álvarez, quién la presidiría, Waldo Silva, Vicepresidente del Senado y Ramón Barros Luco, Presidente de la Cámara de Diputados, la que actuaría como órgano de gobierno, en reemplazo del Presidente de la República, con Enrique Valdés como secretario y asesorada por cuatro ministros: Interior y Obras Públicas, que se reservó para Manuel José Irarrázaval; Relaciones Exteriores y Justicia, Culto e Instrucción Pública, a cargo de Isidoro Errázuriz; Hacienda, a cargo de Joaquín Walker Martínez; Guerra y Marina, a cargo del Coronel Adolfo Holley.
Esta junta organizó el ejército y dirigió la guerra hasta que obtuvo la victoria en la Batalla de Placilla, el 28 de agosto de 1891, para dar paso a una nueva junta el 31 de agosto de 1891.
Los documentos oficiales de esta Junta de Gobierno eran publicados en el Boletín Oficial de la Junta de Gobierno, impreso inicialmente en Iquique y posteriormente en Santiago.

## Junta de Gobierno (31 de agosto)
Formada en Santiago, luego del triunfo de las fuerzas revolucionarias sobre las fuerzas del Presidente Balmaceda. Fue presidida por Jorge Montt.
Esta junta dio lugar a que se formara una nueva el 3 de septiembre.

## Junta de Gobierno (3 de septiembre)
Formada el 3 de septiembre de 1891. La integraron Jorge Montt, Waldo Silva, Ramón Barros Luco. Los ministros de esta junta fueron: en Interior, Industria y Obras Públicas, Manuel José Irarrazaval; en Relaciones Exteriores, Justicia, Culto e Instrucción Pública, Isidoro Errázuriz Sotomayor, quien fue reemplazado el 12 de septiembre por Manuel Antonio Matta Goyenechea; en Hacienda, Joaquín Walker Martínez; en Guerra y Marina, Joaquín Walker Martínez como subrogante hasta el 15 del mismo mes cuando fue nombrado el general Adolfo Holley, y el 18 de noviembre, subrogándolo Agustín Edwards Ross, quien había sumido el 15 de septiembre el de Industria y Obras Públicas, que desempeñaba, junto con la cartera de Interior Manuel José Irarrazaval.
Esta junta convocó a elecciones de senadores, diputado, municipales y electores de presidente, con arreglo a la ley electoral de 1890.
Repuso a los funcionarios y miembros del Poder Judicial destituidos por la "dictadura" del Presidente Balmaceda. Dio de baja a los miembros de las fuerzas armadas que habían servido al régimen caído y reorganizó a los empleados civiles del mismo.